# Сангіран

Сангиран

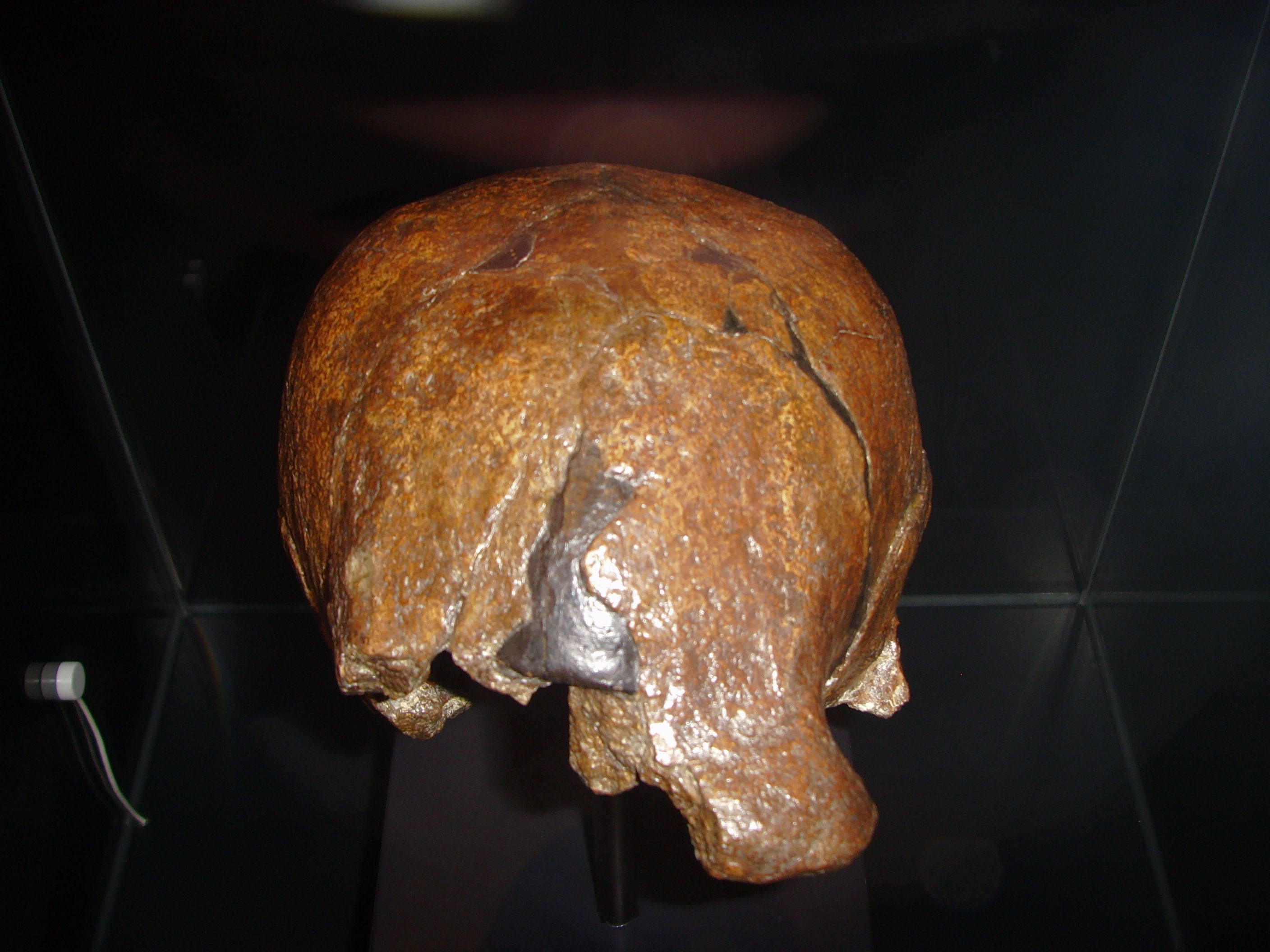
Sangiran II

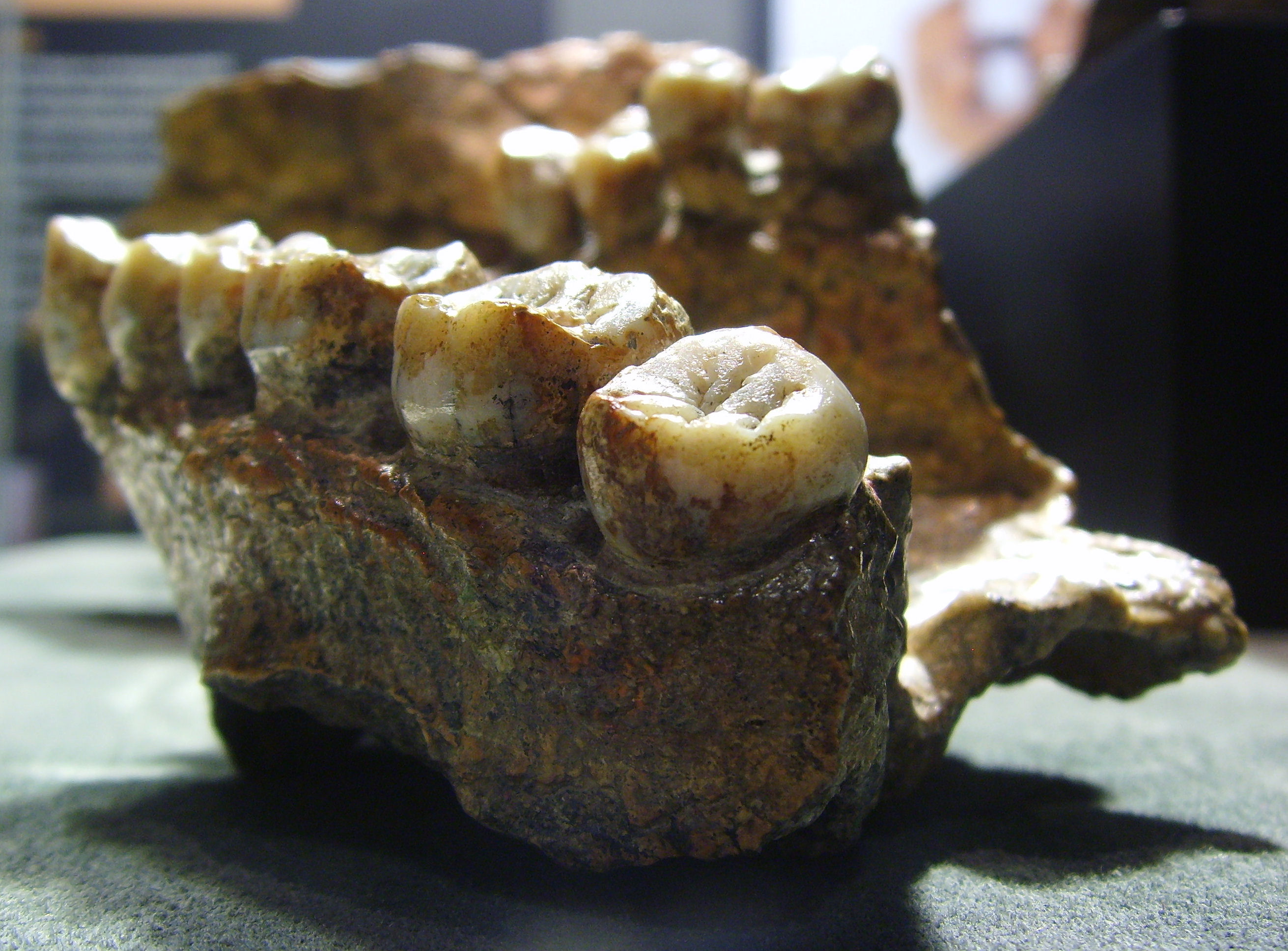
Sangiran IV

Сангіран — місцезнаходження на острові Ява в Індонезії, відоме своїми археологічними розкопками.
Згідно зі звітом UNESCO (1995) Сангіран визнаний одним з найбільш важливих місцезнаходжень у світі для вивчення викопної людини, поряд з такими об'єктами як Чжоукоудянь (Китай), Вілландра (Австралія), Олдувай (Танзанія) і Стеркфонтейн (Південна Африка).
Площа об'єкта становить близько 56 км² (7 x 8 км). Він розташований в Центральній Яві, приблизно за 15 кілометрів на північ-північний схід від міста Суракарта, в долині річки Соло.
У 1883 році голландський палеоантрополог Ежен Дюбуа провів попередні польові роботи в Сангірані. Однак, не знайшовши багато скам'янілостей Дюбуа переніс свою увагу на Трініль у Східній Яві, де зробив кілька значних відкриттів. У 1934 році антрополог Густав Генріх Ральф фон Кенігсвальд приступив до вивчення цієї області. Під час розкопок були знайдені останки одного з перших відомих предків людини — пітекантропа («яванської людини», тепер класифікованого як людина прямоходяча). Було виявлено близько 60 великих людських скам'янілостей, серед них — загадкові мегантроп і Sangiran 2.
Останки гомінідів були знайдені в шарах віком 0,7-1,15 млн років. Знахідки Sangiran 1, 4, 5, 6, 9, 14, 22, Brn-1996.04 та інші відносяться до більш давньої формації Сангіран, знахідки Sangiran 2, 3, 8, 10, 12, 15, 17, 21, 26, 1997.06 та інші — до більш молодої формації Бапанг (Кабух).
У 1996 році ЮНЕСКО зареєструвала Сангіран як об'єкт всесвітньої спадщини.